# Westchase
Westchase és una concentració de població designada pel cens dels Estats Units a l'estat de Florida. Segons el cens del 2000 tenia 11.116 habitants.

## Demografia
Segons el cens del 2000, Westchase tenia 11.116 habitants, 4.177 habitatges, i 3.207 famílies. La densitat de població era de 399,2 habitants/km².
Dels 4.177 habitatges en un 41,4% hi vivien nens de menys de 18 anys, en un 69,5% hi vivien parelles casades, en un 5,3% dones solteres, i en un 23,2% no eren unitats familiars. En el 16,9% dels habitatges hi vivien persones soles el 2,7% de les quals corresponia a persones de 65 anys o més que vivien soles. El nombre mitjà de persones vivint en cada habitatge era de 2,66 i el nombre mitjà de persones que vivien en cada família era de 3,04.
Per edats la població es repartia de la següent manera: un 27,4% tenia menys de 18 anys, un 4,4% entre 18 i 24, un 43,1% entre 25 i 44, un 19,6% de 45 a 60 i un 5,5% 65 anys o més.
L'edat mediana era de 34 anys. Per cada 100 dones de 18 o més anys hi havia 94,6 homes.
La renda mediana per habitatge era de 79.561 $ i la renda mediana per família de 88.036 $. Els homes tenien una renda mediana de 55.962 $ mentre que les dones 38.300 $. La renda per capita de la població era de 37.630 $. Entorn de l'1,7% de les famílies i el 2,4% de la població estaven per davall del llindar de pobresa.

## Poblacions més properes
El següent diagrama mostra les poblacions més properes.